# Никола Жижић
Никола Жижић (Никшић, 17. фебруар 1994) црногорски је кошаркаш. Игра на позицији бека.

## Биографија
Сениорску каријеру започео је у сезони 2010/11. у дресу КК Подгорица. Године 2012. прешао је у Сутјеску и тамо се задржао пуне четири сезоне. Сутјеска је 2013. године освојила Куп Црне Горе, а Жижић је био најбољи стрелац завршног турнира.
У септембру 2016. потписао је трогодишњи уговор са ФМП-ом. Ипак, клуб из Железника напустио је после само једне сезоне. У децембру 2018. године потписао је за Динамик до краја сезоне. Од сезоне 2020/21. је заиграо за ваљевски Металац.

## Успеси

### Клупски
- Сутјеска:
  - Куп Црне Горе (1): 2013.